# Richard Carlson
Richard Dutoit Carlson (Albert Lea, 29 aprile 1912 – Encino, 21 novembre 1977) è stato un attore e regista statunitense.

## Biografia
Dopo gli studi di recitazione compiuti in Minnesota, suo stato natale, Richard Carlson recitò per un certo periodo a Broadway durante gli anni trenta e debuttò sul grande schermo con il film commedia 4 in paradiso (1938), prodotto da David O. Selznick. Trasferitosi in California, l'attore lavorò per diversi studios cinematografici nei generi più vari, tra cui la commedia La donna e lo spettro (1940), l'avventuroso Quelli della Virginia (1940), il melodramma Piccole volpi (1941), diretto da William Wyler e interpretato da Bette Davis, e il musical Presenting Lily Mars (1943), accanto a Judy Garland.
La carriera di Carlson si interruppe nel 1943, quando l'attore decise di arruolarsi e rimase impegnato al fronte per circa tre anni. Al ritorno a Hollywood, apparve in due noir a basso costo, The Amazing Mr. X (1948) e Behind Locked Doors (1948), quest'ultimo diretto da Budd Boetticher. Carlson ebbe difficoltà a ricostruire la propria carriera e, tranne alcune partecipazioni a pellicole quali Le miniere di re Salomone (1950), accanto a Stewart Granger e Deborah Kerr, dovette attendere l'affermazione di un genere cinematografico nato nella prima metà degli anni cinquanta, ovvero l'horror fantascientifico. L'attore ottenne infatti il ruolo di protagonista nei film Destinazione Terra (1953) e Il mostro della laguna nera (1954), entrambi diretti da Jack Arnold, e divenuti due classici della fantascienza. Il successo delle pellicole coincise con la decisione di passare dietro la macchina da presa. Nel 1954 l'attore diresse un altro fanta-horror, Esploratori dell'infinito, di cui fu anche interprete, e il western I desperados della frontiera.
Dalla seconda metà degli anni cinquanta, Carlson si affermò anche sul piccolo schermo, partecipando sia come attore che come regista a diverse serie televisive, quali Mackenzie's Raiders, in cui interpretò il ruolo del colonnello Ranald S. MacKenzie in 39 episodi girati tra il 1958 e il 1959, Carovane verso il West (1963-1964), Il fuggiasco (1964), Il virginiano (1964-1965), Gli uomini della prateria (1965), Perry Mason (1964-1966), e Bonanza (1968).
La sua ultima apparizione sul grande schermo risale al 1969 nel film Change of Habit, accanto a Elvis Presley e Mary Tyler Moore, mentre l'ultimo impegno televisivo dell'attore fu la partecipazione a due episodi della serie poliziesca Cannon (1972-1973).
Richard Carlson morì il 21 novembre 1977, all'età di 65 anni, per un'emorragia cerebrale nella sua residenza californiana di Encino. È sepolto al Los Angeles National Cemetery, accanto alla moglie Mona, morta nel 1990.

## Filmografia

### Cinema
- 4 in paradiso (The Young in Heart), regia di Richard Wallace (1938)
- I tre cadetti (The Duke of West Point), regia di Alfred E. Green (1938)
- La reginetta delle nevi (Winter Carnival), regia di Charles Reisner (1939)
- These Glamour Girls, regia di S. Sylvan Simon (1939)
- Dancing Co-Ed, regia di S. Sylvan Simon (1939)
- Little Accident, regia di Charles Lamont (1939)
- Al di là del domani (Beyond Tomorrow), regia di A. Edward Sutherland (1940)
- La donna e lo spettro (The Ghost Breakers), regia di George Marshall (1940)
- Quelli della Virginia (The Howards of Virginia), regia di Frank Lloyd (1940)
- Too Many Girls, regia di George Abbott (1940)
- No, No, Nanette, regia di Herbert Wilcox (1940)
- Gli amanti (Back Street), regia di Robert Stevenson (1941)
- La vedova di West Point (West Point Widow), regia di Robert Siodmak (1941)
- L'inafferrabile spettro (Hold That Ghost), regia di Arthur Lubin (1941)
- Piccole volpi (The Little Foxes), regia di William Wyler (1941)
- Volo notturno (Fly-By-Night), regia di Robert Siodmak (1942)
- The Affairs of Martha, regia di Jules Dassin (1942)
- Highways by Night, regia di Peter Godfrey (1942)
- Il mio cuore appartiene a papà (My Heart Belongs to Daddy), regia di Robert Siodmak (1942)
- La sirena del Congo (White Cargo), regia di Richard Thorpe (1942)
- For God and Country, cortometraggio (1943)
- Presenting Lily Mars, regia di Norman Taurog (1943)
- A Stranger in Town, regia di Roy Rowland (1943)
- Young Ideas, regia di Jules Dassin (1943)
- Joko l'australiano (The Man from Down Under), regia di Robert Z. Leonard (1943)
- So Well Remembered, regia di Edward Dmytryk (1947)
- The Amazing Mr. X, regia di Bernard Vorhaus (1948)
- Behind Locked Doors, regia di Budd Boetticher (1948)
- Le miniere di re Salomone (King Solomon's Mones), regia di Compton Bennett e Andrew Marton (1950)
- L'urlo della folla (The Sound of Fury), regia di Cy Endfield (1950)
- La morte colpisce a tradimento (Whispering Smith Hits London), regia di Francis Searle (1951)
- Rodolfo Valentino (Valentino), regia di Lewis Allen (1951)
- Gli amori di Cristina (A Millionaire for Christy), regia di George Marshall (1951)
- Più forte dell'amore (The Blue Veil), regia di Curtis Bernhardt e, non accreditato, Busby Berkeley (1951)
- Valanga gialla (Retreat, Hell!), regia di Joseph H. Lewis (1952)
- The Rose Bowl Story, regia di William Beaudine (1952) (non accreditato)
- Flat Top, regia di Lesley Selander (1952)
- Il mostro magnetico (The Magnetic Monster), regia di Curt Siodmak (1953)
- Seminole, regia di Budd Boetticher (1953)
- Destinazione... Terra! (It Came from Outer Space), regia di Jack Arnold (1953)
- Desiderio di donna (All I Desire), regia di Douglas Sirk (1953)
- Il labirinto (The Maze), regia di William Cameron Menzies (1953)
- La spada di Damasco (The Golden Blade), regia di Nathan Juran (1953) (non accreditato)
- Esploratori dell'infinito (Riders to the Stars), regia di Richard Carlson (1954)
- Il mostro della laguna nera (Creature from the Black Lagoon), regia di Jack Arnold (1954)
- I desperados della frontiera (Four Guns to the Border) (1954) -solo regia
- I cadetti della 3ª brigata (An Annapolis Story), regia di Don Siegel (1955) (non accreditato)
- Alamo (The Last Command), regia di Frank Lloyd (1955)
- La moschea nel deserto (Bengazi), regia di John Brahm (1955)
- Ricatto a tre giurati (Three for Jamie Dawn), regia di Thomas Carr (1956)
- Quando l'amore è romanzo (The Helen Morgan Story), regia di Michael Curtiz (1957)
- L'assassino sul tetto (Appointment with a Shadow) (1957) - solo regia
- La vendetta del tenente Brown (The Saga of Hemp Brown) (1958) - solo regia
- Il delitto del faro (Tormented), regia di Bert I. Gordon (1960)
- Della, regia di Robert Gist (1964), per la TV
- Kid Rodelo, regia di Richard Carlson (1966)
- La forza invisibile (The Power), regia di Byron Haskin (1968)
- La vendetta di Gwangi (The Valley of Gwangi), regia di Jim O'Connolly (1969)
- Change of Habit, regia di William A. Graham (1969)

### Televisione
- Pulitzer Prize Playhouse – serie TV, 1 episodio (1950)
- The Prudential Family Playhouse – serie TV, 1 episodio (1951)
- The Ford Theatre Hour – serie TV, 2 episodi (1950-1951)
- Cameo Theatre – serie TV, 1 episodio (1951)
- Lights Out – serie TV, episodio 3x47 (1951)
- Celanese Theatre – serie TV, 1 episodio (1952)
- The Ford Television Theatre – serie TV, 1 episodio (1953)
- Hollywood Opening Night – serie TV, 1 episodio (1953)
- Robert Montgomery Presents – serie TV, 2 episodi (1952-1953)
- General Electric Theater – serie TV, episodio 2x18 (1954)
- The Best of Broadway – serie TV, 1 episodio (1954)
- I Led 3 Lives – serie TV, 115 episodi (1953-1956)
- Matinee Theatre – serie TV, 1 episodio (1956)
- Kraft Television Theatre – serie TV, 2 episodi (1956)
- Lux Video Theatre – serie TV, 2 episodi (1954-1956)
- Climax! – serie TV, 2 episodi (1956)
- Crossroads – serie TV, episodi 2x18-2x22 (1957)
- Studio One – serie TV, 3 episodi (1950-1958)
- Mackenzie's Raiders – serie TV, 39 episodi (1958-1959)
- Schlitz Playhouse of Stars – serie TV, 5 episodi (1952-1959)
- Avventure lungo il fiume (Riverboat) – serie TV, 1 episodio (1959)
- The Chevy Mystery Show – serie TV, episodio 1x10 (1960)
- The Aquanauts – serie TV, episodio 1x03 (1960)
- Letter to Loretta – serie TV, 2 episodi (1960)
- Bus Stop – serie TV, episodio 1x24 (1962)
- Thriller – serie TV, episodio 2x26 (1962)
- Going My Way – serie TV, episodio 1x22 (1963)
- Sotto accusa (Arrest and Trial) – serie TV, episodio 1x17 (1964)
- Il fuggiasco (The Fugitive) – serie TV, 1 episodio (1964)
- La legge di Burke (Burke's Law) – serie TV, 2 episodi (1963-1964)
- Viaggio in fondo al mare (Voyage to the Bottom of the Sea) – serie TV, 1 episodio (1964)
- Carovane verso il West (Wagon Train) – serie TV, 2 episodi (1963-1964)
- The Christophers – serie TV, 1 episodio (1964)
- Il virginiano (The Virginian) – serie TV, 2 episodi (1964-1965)
- Gli uomini della prateria (Rawhide) – serie TV, episodio 8x11 (1965)
- Perry Mason – serie TV, 2 episodi (1964-1966)
- Bonanza – serie TV, episodio 9x17 (1968)
- Operazione ladro (It Takes a Thief) – serie TV, 1 episodio (1969)
- F.B.I. (The F.B.I.) – serie TV, 1 episodio (1969)
- Lancer – serie TV, episodio 2x08 (1969)
- Cannon – serie TV, 2 episodi (1972-1973)
- Difesa a oltranza (Owen Marshall: Counselor at Law) – serie TV, 1 episodio (1973)
- Khan! – serie TV, 1 episodio (1975)

## Doppiatori italiani
Nelle versioni in italiano dei suoi film, Richard Carlson è stato doppiato da:
- Stefano Sibaldi in Quelli della Virginia, Gli amanti, Seminole, Destinazione Terra, Desiderio di donna, Alamo, L'inafferrabile spettro
- Gualtiero De Angelis in Gli amori di Cristina, Più forte dell'amore, Ricatto a tre giurati
- Giulio Panicali in La donna e lo spettro
- Guido Notari in Le miniere di re Salomone
- Augusto Marcacci in Rodolfo Valentino
- Pino Locchi in Il mostro della laguna nera
- Lauro Gazzolo in Quando l'amore è romanzo
- Renato Turi in Kid Rodelo
- Gino Donato in La vendetta di Gwangi